# آنتاکاسینا
آنتاکاسینا (به لاتین: Antakasina) یک منطقهٔ مسکونی در ماداگاسکار است که در بخش امباتولامپی واقع شده‌است. آنتاکاسینا ۱۴٬۰۰۰ نفر جمعیت دارد و ۱٬۵۹۹ متر بالاتر از سطح دریا واقع شده‌است.